# Marie Vassiltchikov
Marie Vassiltchikov   (Sant Petersburg, 29 de desembre de 1916 (Julià) - Londres, 12 d'agost de 1978) (rus: Мария Илларионовна Васильчикова) fou una princesa russa. En els seus «Berlin Diaries, 1940-1945» escriu sobre el bombardeig de Berlín i els esdeveniments que van conduir a l'intent d'assassinat de Hitler a Berlín el juliol de 1944.
Fou el quart fill d'un membre de la quarta Duma Imperial, el príncep Hilarion Vassiltchikov (1881-1969) i de la princesa Lidiya Vyazemskaya (1886-1946). El 1919, la família va fugir de Rússia, després de la revolució d'Octubre de 1917, unint-se a membres de la família Romanov evacuats per la flota britànica. Va viure com a refugiada, inicialment en la Tercera República Francesa, després a la República de Weimar, Alemanya, i després a Lituània fins just abans de l'inici de la Segona Guerra Mundial.
El 1940, es va traslladar a Berlín on va treballar a l'Auswärtiges Amt (AA), l'oficina d'Afers Exteriors alemanya, com a assistent del Dr. Adam von Trott, que era membre de la resistència antinazi i del Cercle de Kreisau, organització que el 20 de juliol de 1944 va fer l'intent fallit de matar Adolf Hitler. Després que von Trott i d'altres van ser executats, va fugir de Berlín per anar a Viena, on va treballar com a infermera. El maig de 1945, al final de la guerra, va ser trobada als afores de Gmunden, Àustria, per l'exèrcit dels Estats Units. Va contreure l'escarlatina i després va treballar com a intèrpret de l'exèrcit dels Estats Units, on va conèixer el seu futur marit que treballava en intel·ligència militar, el capità i arquitecte Peter Graham Harnden.
Es van casar el 28 de gener de 1946 i es van establir a París, on Harnden va obrir un despatx d'arquitectura. Van tenir quatre fills. Després de la mort de Harnden a Cadaqués, el 15 d'octubre de 1971, es va traslladar a Londres on va treballar en els seus diaris de guerra.
Va morir a Londres de leucèmia el 12 d'agost de 1978. Després el seu germà, George Vassiltchikov, va editar els seus diaris. Els seus diaris detallen el bombardeig de Berlín i la caòtica vida quotidiana del que restava de la noblesa i la intel·liguèntsia d'abans de la guerra. Els seus diaris van ser publicats per Chatto i Windus, Ltd, al Regne Unit, el 1985, per Random House el 1987 i Vintage Books el 1988.